# Horti Maecenatis

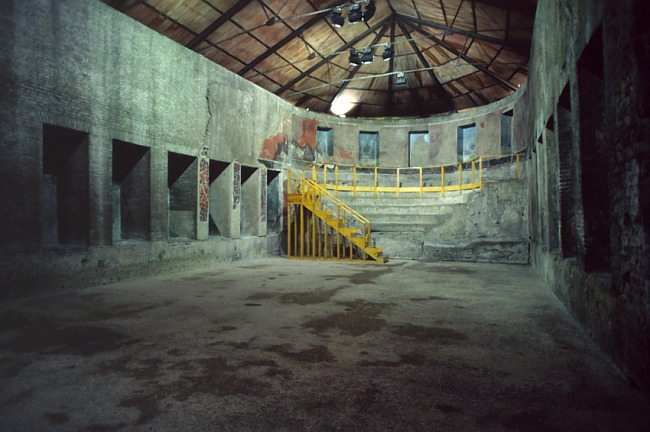
Het Auditorium van Maecenas uit de Horti Maecenatis

De Horti Maecenatis (Nederlands:Tuinen van Maecenas) was een park met een grote villa in het oude Rome.  
Het park werd aangelegd door Maecenas, een van de belangrijkste adviseurs van keizer Augustus. Maecenas kocht een stuk grond waar voordien de Servische stadsmuur stond, met daarbuiten de grote necropolis voor de arme bewoners van de stad. In het park bouwde hij een grote villa, waar hij ging wonen. Na zijn dood werd hij op het terrein begraven en werden het park en de villa eigendom van Augustus.
In 2 v.Chr. keerde Tiberius terug naar Rome en ging in de villa wonen. Nero gebruikte het park ook. Hij liet zijn Domus Transitoria bouwen, die de paleizen op de Palatijn met de Tuinen van Maecenas verbond. Volgens Suetonius bekeek Nero vanaf een toren in het park hoe Rome in vlammen opging tijdens de Grote brand in 64.
Een van de gebouwen die waarschijnlijk bij de villa hoorden is bewaard gebleven. Dit is het zogenaamde Auditorium van Maecaenas, dat zo genoemd werd omdat men bij de opgravingen dacht dat dit een auditorium was, vanwege de tribunevormige achtermuur van het gebouw. In werkelijkheid was dit waarschijnlijk een eetzaal. Het dak is modern. Tegen het gebouw staat nog een fragment van de Serviaanse stadsmuur.   
Op het terrein van het park zijn vele kunstvoorwerpen opgegraven, waarvan een aantal in de Capitolijnse Musea worden tentoongesteld.

## Antieke bron
1. ↑  Suetonius De vita Caesarum - Nero 38

## Referentie
- S.B. Platner, A topographical dictionary of ancient Rome, London 1929, art. Horti Maecenatis